# Радужний (Ханти-Мансійський автономний округ)
Ра́дужний (рос. Радужный) — місто у складі Ханти-Мансійського автономного округу Тюменської області, Росія. Адміністративний центр та єдиний населений пункт Радужного міського округу.
Населення — 43485 осіб (2018, 43399 у 2010, 47060 у 2002).